# 애스턴 마틴 시그넷

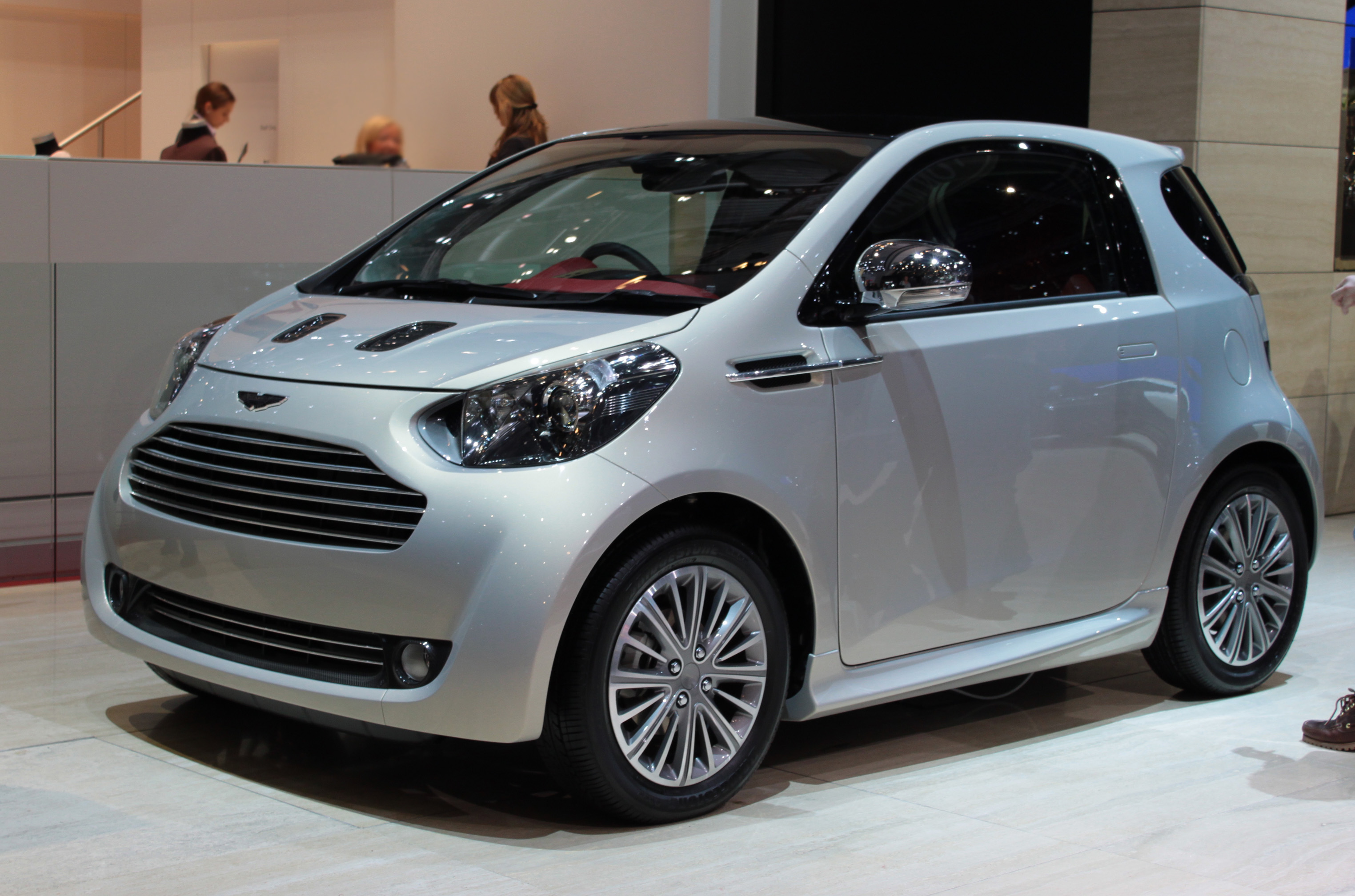
애스턴 마틴 시그넷 정측면

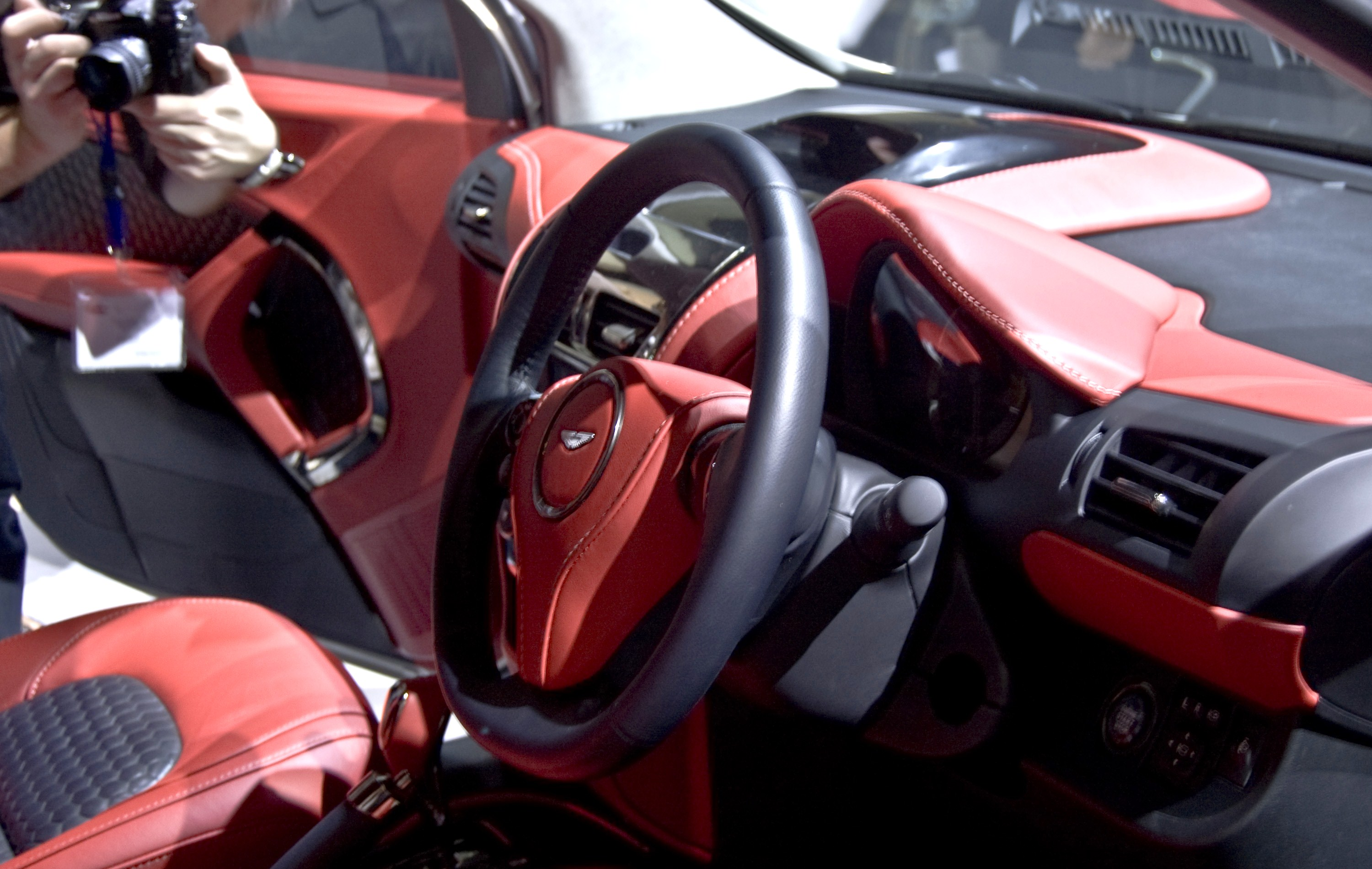
애스턴 마틴 시그넷 실내

애스턴 마틴 시그넷(Aston Martin Cygnet)은 2011년부터 애스턴 마틴이 시판한 고급 소형차이다. 베이비 애스턴 마틴(Baby Aston Martin)이라는 별칭으로도 불린다.

## 개요
2009년 12월 16일 명품 경차를 표방하며 컨셉트카로 공개된 시그넷은 일본의 토요타 자동차와 공동으로 개발, 생산하였으며, 토요타 iQ를 베이스로 만들어져 겉모습은 비슷하나 소형차답지 않은 고급스러운 마무리가 특징이다. 2012년부터 시행되는 유럽 연합의 신차량 배출가스 기준인 120g/km에 대응하기 위하여 출시된 시그넷은 토요타의 4기통 1,300cc 엔진과 수동 6단 변속기를 장착하였으며, 기존 애스턴 마틴 차종 소유자에게만 판매되었다. 2013년 9월에 저조한 판매 실적으로 인해 후속 차종 없이 단종되었다.

## 차 이름의 뜻
차 이름인 시그넷(Cygnet)은 어린 백조를 뜻한다.

## 블랙&화이트 스페셜 에디션
2011년 1월 20일 애스턴 마틴은 시그넷의 특별 한정판 '블랙&화이트 스페셜 에디션'을 선보였다. 블랙&화이트 모델은 스노우 화이트와 매직 블랙 메탈릭 두 가지 색상으로만 출시되었으며, 색상에 따라 내장을 다르게 적용하였다. 시그넷의 가격은 영국 현지 기준으로 기본형이 30,995파운드(약 5,530만원), 블랙&화이트 스페셜 에디션 39,995파운드(약 7,130만원)이다.